# Ptolemeu d'Ascaló
Ptolemeu d'Ascaló (en llatí Ptolemaeus, en grec Πτολεμαίος) fou un escriptor i gramàtic grec nascut a Ascaló a la Celesíria, que va ser mestre a Roma.
Les obres conegudes que va escriure portaven per títol: προσῳδία Ὁμηρική ("Prosodía Omeriké" Prosodia homèrica), περὶ Ἑλληνισμοῦ ἤτοι ὐρθοεπίας βιβλία ιέ Peri ellenismou ychoepias"), περὶ μέτρων ("Peri métron" Sobre la mesura), περὶ τῆς ἐν Ὀδυσσείᾳ Ἀριστάρχου διορθώσεως ("Peri tes en Odysseia Aristarchou diorthoeos" Sobre les correccions que Aristarc va fer a l'Odissea), i περὶ διαφορᾶς λέξεων("Peri diaphoras lexeon" Sobre les discrepàncies en el lèxic), i altres. La principal obra va ser περὶ διαφορᾶς λέξεων, que va servir de base a Ammònios el gramàtic pel seu llibre περὶ ὁμοίων καὶ διαφόρων λέξεων, Sobre la diferència de les paraules i el seu significat. Fabricius l'inclou a la Bibliotheca Graeca.